# Jacques Offenbach
Jacques Offenbach, geboren als Jakob Offenbach, (Keulen, 20 juni 1819 – Parijs, 5 oktober 1880) was een Franse componist en cellist en dirigent van Duitse afkomst.
Offenbach geldt als een van de scheppers van de operette. Hij heeft vele vooral komische opera's gecomponeerd. Door zijn werk is de operette een internationaal aanvaarde kunstvorm geworden. Zijn producties - een hechte fusie van dialogen en theatrale decorstukken - waren van ongeëvenaarde muzikale verve en vol met satirische ironie: Offenbach dreef daarmee de spot met de moraal en de manieren van het Tweede Keizerrijk. Toch werd hij niet gecensureerd, maar zelfs gewaardeerd.
Een van de weinige 'serieuze' opera's die nog steeds repertoire houdt, is Les contes d'Hoffmann. Deze werd Offenbachs zwanenzang, die bij zijn overlijden nog onvoltooid was. 
Hij kan beschouwd worden als de vader van de operette omdat zijn lichte werken de wereld veroverden en overal navolging vonden.

## Levensloop
Jakob Offenbach was de op een na oudste zoon van de joodse kantor Isaac Juda Offenbach. Jakob leerde eerst viool en later cello te spelen; met zijn zus Isabella (piano) en broer Julius (viool) vormde hij een trio dat optrad in logementen.

### Parijs (1833-1848)

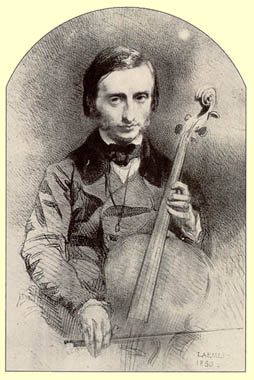
Offenbach als cellist in de 1840er jaren.

In 1833 ging zijn vader met hem en zijn broer Julius naar Parijs. Vader Isaac weet de conservatoriumdirecteur Cherubini te overtuigen om Jakob te horen spelen. Leeftijd en nationaliteit leken een obstakel; eerder had Cherubini om dezelfde redenen de 12-jarige Franz Liszt geweigerd. Cherubini luisterde naar zijn spel en stopte het met de woorden "genoeg, jongeman, je bent nu leerling van dit conservatorium". Hoe jong hij toen ook was, hij werd toegelaten tot het vak violoncello aan het Parijse Conservatoire national supérieur de musique, net als zijn broer. Julius studeerde ijverig, maar Jakob verveelde zich, en in 1834 staakte hij - waarschijnlijk uit geldgebrek - de studie.
Na allerlei baantjes (met zijn broer trad hij op als het duo Jacques en Jules) werd hij cellist bij verschillende van de boulevardtheaters in Parijs en uiteindelijk de Opéra-Comique. Via Friedrich von Flotow, met wie hij samen stukken componeerde en uitvoerde, kreeg hij toegang tot de Parijse salons. Hij bouwde een naam op als virtuoos cellist en trad in de jaren veertig op met pianisten als Anton Rubinstein en Franz Liszt in Parijs en Keulen.
In 1844 bekeerde Offenbach zich tot het katholicisme en huwde hij met Herminie d'Alcain, met wie hij vier dochters en een zoon zou krijgen.
In Londen trad hij in 1844 samen met Joseph Joachim en Felix Mendelssohn Bartholdy op als pianotrio. Tijdens de Februarirevolutie (1848) in Frankrijk week hij kortstondig uit naar Duitsland. Hij luisterde er de 600e verjaardag van de Dom van Keulen op.

### Begin van operettecarrière (1849-1859)

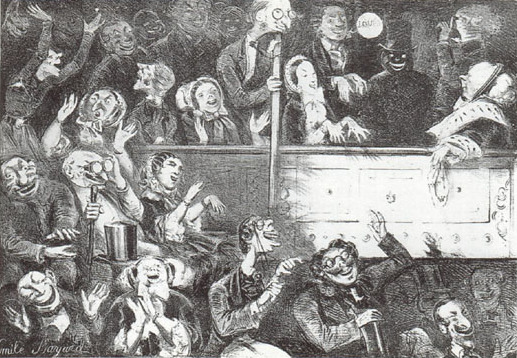
Een karikatuur van het publiek in Les Bouffes parisiens, met Offenbach middenboven.

In 1849 werd Offenbach kapelmeester aan het Théâtre français, waar hij de muziek schreef en verzorgde bij de uitgevoerde toneelstukken. Zijn venijnige teksten en muziek vielen niet altijd even goed. Het tij keerde tijdens de Wereldtentoonstelling van 1855, toen hij, in navolging van de Folies-Nouvelles van Hervé, een theater opende onder de naam Bouffes Parisiens aan de Champs-Élysées. Na enkele omzwervingen kwam hij terecht in het grotere theater Salle Choiseul met 900 zitplaatsen.
Dit was het begin van een succesvolle operettecarrière. Aanvankelijk had hij slechts toestemming voor korte eenakters met twee of drie (solistische) rollen. In 1858 werden evenwel de restricties verruimd, waarna hij zijn eerste avondvullende werk schreef: Orphée aux Enfers. Avond aan avond werd zijn theater bestormd door mensen die hongerig waren naar licht muzikaal vermaak. Met zijn “musiquettes” parodieerde Offenbach op hilarische wijze en vol politieke toespelingen de bombast van de Grand opéra van Giacomo Meyerbeer. Hij had veel succes met zijn theater, maar moest desondanks soms wegens schuldeisers uitwijken naar het buitenland. De drie-akter Barkouf, een stuk over een hond die koning wordt, in de Opéra Comique resulteerde ook niet in meer respect in die kringen.  
In een uitgebreid artikel in Le Figaro van 17 juli 1856 geeft Offenbach zelf aan dat wat hem betreft de "Blaise le savetier" van Philidor de eerste komische opera genoemd mag worden.
Op een door hem in 1856 uitgeschreven prijsvraag reageerden veel jonge componisten. De eerste prijs ging naar Georges Bizet en Charles Lecocq.

### Hoogtepunten (1860-1869)

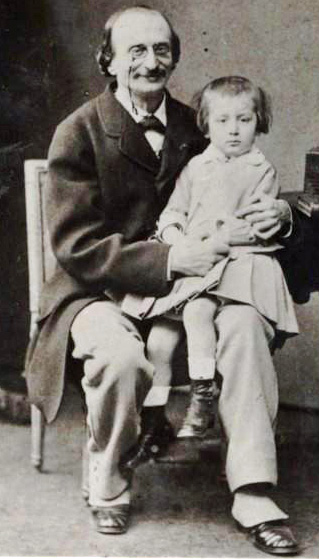
Offenbach met zijn enige zoon Auguste, 1865.

Hoewel Offenbach de keizer en zijn medewerkers belachelijk maakte, verleende Napoleon III de componist het Franse burgerschap in 1860 en werd hij opgenomen in de Orde van het Franse legioen in 1861. In 1862 nam hij ontslag bij de Bouffes. Hij bleef desondanks met name voor dat theater componeren. Offenbach beleefde in Parijs het hoogtepunt van zijn succes met La belle Hélène (1864), en zijn operettes werden in Londen, Wenen en New York uitgevoerd. La Vie parisienne en Barbe-bleue gingen in première in 1866. 
Met Meilhac en Halévy vormde Offenbach een driemanschap, en hij noemde hen "Meil" en Hal". Hij zei daarover: "ik ben zeker de vader, maar elk van de twee is mijn "kind" en mijn geest".
In 1867 volgde zijn dodelijk satirische La Grande-Duchesse de Gérolstein, dat door G.E. Shaw werd omschreven als "een oorspronkelijk en compleet kunstwerk dat de componist een hemelhoge plaats geeft." Daarna volgden nog La Périchole (1868) en Les brigands (1869). Zij behoren tot de bekendste werken van Offenbach.

### Tegenslagen (1870-1876)
De Frans-Duitse Oorlog (1870) markeerde een omslag. Offenbach was erg gehecht aan zijn nieuwe thuisland Frankrijk. In de Duitse pers gold hij als een verrader, terwijl de Franse pers in hem juist een agent van Bismarck zag. Hij moest zijn familie in veiligheid brengen in Spanje. Terug in Parijs bleken zijn operettes niet langer in de smaak te vallen. Zijn specialiteit "van het koningschap een farce en van het leger een grap maken", dat was wat Napoleon III ondermijnd had, en daarmee had volgens de publieke opinie Offenbach meegeholpen bij de val van diens regering. Dat het kan verkeren bleek overigens enkele jaren later, toen hij door de politie werd lastiggevallen juist omdat hij te trouw zou zijn geweest aan de keizer.
1875 was het dieptepunt. Offenbach ging bankroet. Maar hij had in 1875 ook fenomenaal succes met het uitzinnige opéra-féerie spektakel Le voyage dans la Lune.  In 1876 maakte hij, om zijn grote verliezen wat te compenseren, een zeer succesvolle tour naar de Verenigde Staten ter gelegenheid van de wereldtentoonstelling bij het honderdjarig bestaan van de Verenigde Staten: veertig concerten en ook uitvoeringen van twee van zijn operettes. Successen die ook in Parijs zich nog even voortzetten.

### De laatste jaren (1877-1880)

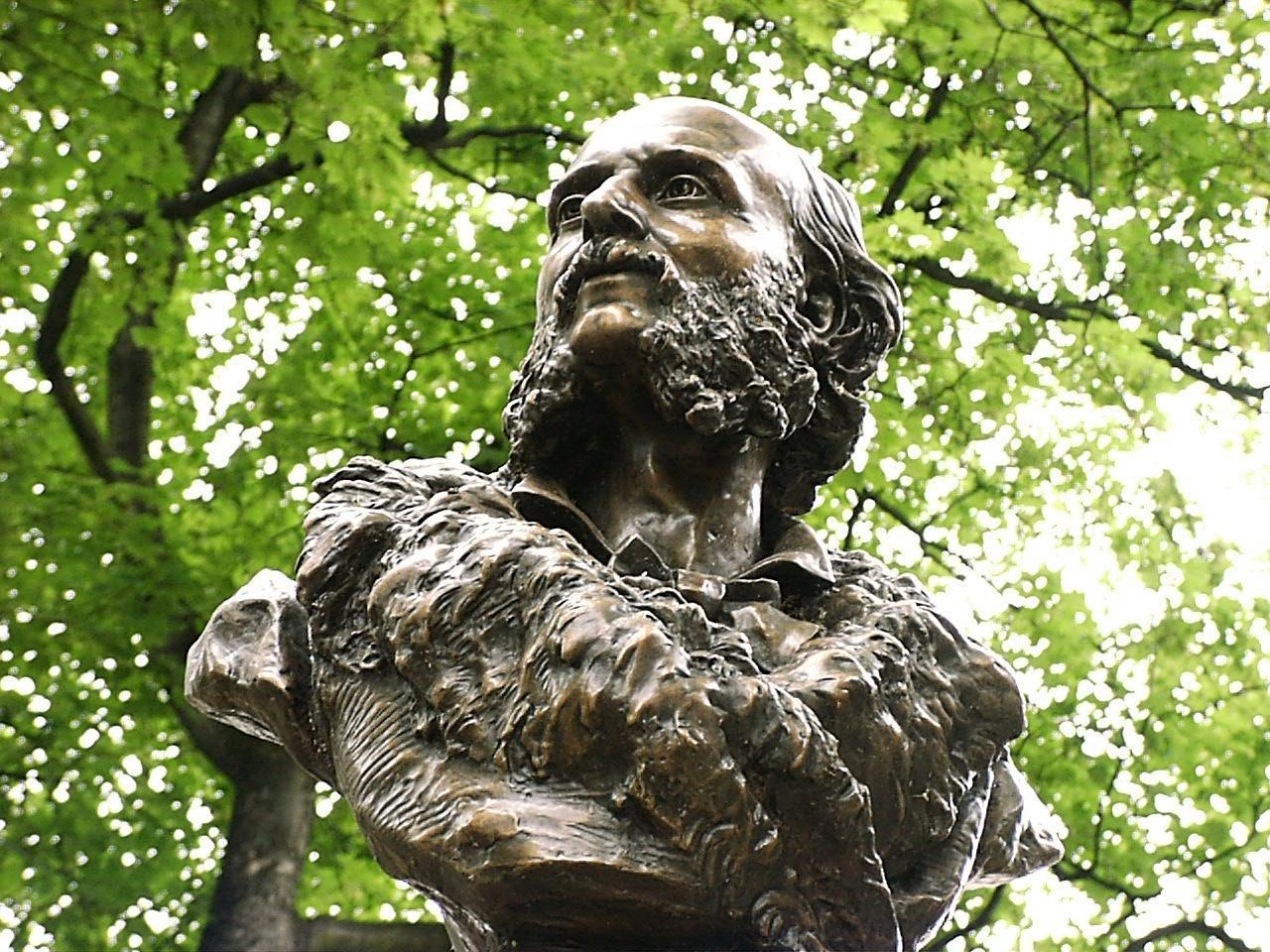
Grafbeeld van Offenbach op de Cimetière de Montmartre.

Vanaf 1877 was hij voornamelijk bezig met zijn opera Les contes d'Hoffmann. Het jaar 1880 bracht hij werkend aan de partituur door in het Pavillion Henri IV in Saint-Germain-en-Laye. In september dat jaar moest hij wegens verslechtering van zijn gezondheid terug naar Parijs. Er werd al gerepeteerd, maar op 5 oktober 1880 overleed hij. Onvoltooide partituren zijn op verzoek van de familie voltooid door Léo Delibes (Belle Lurette) en Ernest Guiraud (Les contes d'Hoffmann). Hij kreeg een staatsbegrafenis en werd in Montmartre begraven op de Cimetière de Montmartre.

## Internationale doorbraak
Vanaf 1858 worden zijn "operettes" succesvol opgevoerd in New York. In eerste instantie in het Frans. De talrijke immigranten waren er dol op. Het was daar tot die tijd gebruikelijk dat een theatervoorstelling ongeveer 30 keer werd opgevoerd, maar de belangstelling was zo groot dat men doorging. La Grande Duchesse de Gerolstein haalde zelfs 156 voorstellingen. Het theater zat dagelijks vol, terwijl de opera speelde voor een lege zaal. De muziek, en bewerking, was zo populair dat het overal gezongen en gespeeld werd. Winkels noemden zich opeens Grand Duchess. Er was wel enige (religieuze) controverse bij diverse operettes, maar net als in Europa trok dat alleen maar meer toeschouwers; en zelfs de zondagsschool maakte van "le sabre de mon père" "take now this bible". Wegens het succes kregen de uitvoerenden een salaris dat veel meer was dan gebruikelijk. Als gevolg daarvan vertrokken veel Franse artiesten naar Amerika. De Offenbach-gekte ging door heel de Verenigde Staten in de jaren 1860-1870. Tussen 1866 en 1873 waren er 23 producties in 9 zalen, alleen al in New York. Toen Offenbach op uitnodiging de VS bezocht in 1876 werd hij warm welkom geheten. Bij aankomst van zijn boot kwam er een boot langszij vol met muzikanten die zijn muziek speelden. In zijn hotel kreeg hij een serenade door een 60-koppig orkest. Vanaf 1866 was zijn muziek ook in Rusland een succes. Brazilië maakte in 1856 al kennis, en vanaf 1859 brak daar de "operette-koorts" uit.  Portugal volgde in 1868, Australië in 1871, Japan in 1873, Spanje volgde in 1874. In Egypte werd Offenbach gespeeld bij de opening van het Suez-kanaal. (In tegenstelling tot de hardnekkige mythe dat de opera Aïda, van Verdi, zou zijn opgevoerd) De Khedive was zeer pro-Europa; hij verklaarde zelfs dat Egypte niet meer bij Afrika hoorde. Hij had La Belle Helene gezien in Parijs, en wilde Cairo herscheppen naar dit voorbeeld. Dus kwam er ook een komedie-theater, met eigen ingang voor de Khedive.

## Kritische beschouwing
Hoewel Hervé net even voor Jacques Offenbach de laatste stappen zette op weg naar de schepping van de operette, is er geen twijfel aan dat Offenbach ook zonder Hervé de poorten van de operette ontsloten zou hebben. Zijn operettes onderscheiden zich door vele superieure eigenschappen, en vooral door parodistische en satirische elementen.
Zijn "operettes" lijken nauwelijks op de operette zoals men die in Duitsland kent van bijvoorbeeld Franz Lehár of Johann Strauss jr.. Men kan deze stukken - zoals Karl Kraus deed - "Offenbachiaden" noemen: deze vorm is specifiek voor Offenbach. Het gaat bij Offenbach steeds om vlotte, goed in het gehoor liggende muziek met een handeling die veelal op satire berust, vol toespelingen op zeden, gewoonten en personen uit het Tweede Keizerrijk onder Napoleon III. Onnavolgbaar zijn zijn karikaturen van militairen en Duitsers.
Deze vorm van operette was alleen mogelijk omdat de napoleontische regering van het Tweede Keizerrijk deze duldde. De regering die bij Offenbach de stoutmoedigste sociale satire duldde, sleepte Baudelaire en Flaubert voor het gerecht. Maar in deze periode tussen de Parijse Wereldtentoonstellingen van 1855 en 1867 zat de zaal vol met publiek dat hoe dan ook loyaal aan de regering was.

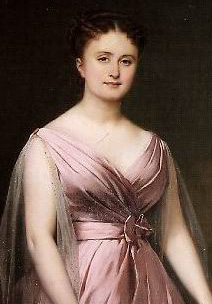
Hortense Schneider, sopraan ontdekt door Offenbach

Hij werkte in zijn succesvolste producties samen met Meilhac en Halévy als librettist. Hortense Schneider werd in 1855 door Offenbach als jonge sopraan ontdekt, en had steeds de hoofdrol.
Voorop staat zijn enorme gevoel voor theater en voor wat in de lucht hing en het gemak waarmee hij toespelingen maakte op de actualiteit. Gebruikte stijleffecten waren meestal niet al te subtiel. Satire ontstond vaak door bij teksten een qua sfeer volstrekt andersoortige muziek te kiezen, persiflage op bekende opera-aria's, rollen voor dieren (Barkouf), op muziek zetten van brabbeltaal (Ba-ta-clan). Een voorbeeld van absurde ongepastheid is de cancan in La belle Hélène die hij door de goden op de Olympus laat dansen; de term "la vile séducteur" (de gemene verleider) krijgt een uiterst verheven walsmelodie; de volkomen banale tekst "l'homme à la pomme" vormt de tekstuele basis voor een uitvoerig opera-ensemble.
Door zijn collegae werd hij wisselend beoordeeld. Men vond het Franse theater wel erg ondeugend en oppervlakkig. Wagner (die door Offenbach op de hak genomen was in Le carnaval des revues) kende Offenbach de "warmte van een mesthoop" toe; maar later schreef hij "Kijk naar Offenbach. Hij schrijft als de goddelijke Mozart" Rossini noemde Offenbach "de Mozart van de Champs-Élysées" Uiteindelijk is het toch vooral de opera Les contes d'Hoffmann die repertoire heeft gehouden en zelfs een van de populairste Franse opera's is. Musicoloog Peter Hawig stelt dat Orphée aux Enfers, La belle Hélène, La Grande-Duchesse de Gérolstein,  La Vie parisienne, en La Périchole tot het vaste hedendaagse internationale repertoire zijn gaan behoren. Andere bekende titels worden onregelmatig(er) of zelden uitgevoerd.
Giacomo Meyerbeer werd ook op de hak genomen door Offenbach, doch die vond dat niet erg. Ook hij was bewonderaar van Offenbach, en wist heel goed dat die parodieën goede publiciteit waren voor zijn eigen opera's.  Hij bezocht de uitvoeringen Offenbach regelmatig, maar kwam niet op de première. Hij werd dan naar een loge gebracht, en Offenbach zocht hem daar op. Ze wisselden dan complimenten uit, vaak met versluierde geestigheid. Meyerbeer erkende Offenbachs talent. Daarmee voorkwam hij nog scherpere satire door Offenbach.
De muziekliefhebbers gingen de ene avond naar Meyerbeer, en de volgende avond naar Offenbach. Beide componisten profiteerden van deze "kruis-promotie". Debussy, Bizet, Moessorgsky en Rimski-Korsakov hielden ook van Offenbach's operettes. Hij inspireerde onder andere Franz von Suppé en Johann Strauss. Die laatste kreeg van Offenbach zelf te horen dat hij de werken van Strauss zeer geschikt vond voor theater.
Zijn bekendste en wereldberoemde zelfstandig uitgevoerde nummers zijn de Cancan uit de Orphée aux Enfers en de Barcarolle uit Les contes d'Hoffmann. De cancan is zelfs als popmuziek bekend, en wordt vanaf 1889 veel gedanst in de Moulin Rouge in Parijs.
In Jacques Offenbach and the making of modern culture schrijft Senelick over Offenbachs invloed op de cultuur. Volgens hem bood Offenbach een alternatieve, vrijgeestige kijk op het leven, wat door het publiek als bevrijdend ervaren werd. Op het gebied van theater inspireerde Offenbach met ongekende innovaties op het gebied van toneel en design. Zijn werk heeft decennialang grote internationale invloed gehad op kunstenaars, schrijvers en denkers en zo een grote impact gemaakt op literatuur, kunst, film en zelfs politiek. Hij heeft zodoende een wezenlijke bijdrage geleverd aan de ontwikkeling van de moderne samenleving. Onder andere zijn cancan leidde tot een eerste vorm van vrouwenemancipatie.
Offenbach had de gewoonte om met alles wat hij tegenkwam de draak te steken. Hij paste messcherpe satire toe op het Tweede Keizerrijk en de hogere kringen in La Vie parisienne, La belle Hélène, Orphée aux Enfers en Barbe-bleue. Grote zaken waren zijn doelwit in Les brigands, en men hield van de zin "Men moet stelen volgens de positie die men aanneemt". Het Franse leger was altijd een geliefd mikpunt van spot in La Grande-Duchesse de Gérolstein. Offenbach was een meester in het componeren van opwindende lichte en melodieuze muziek, en zijn invloed verspreidde zich door heel Europa.

## Oeuvre

### Theaterwerken
Hieronder volgt een lijst van bekende composities voor theater. Het is niet altijd duidelijk of een werk geheel of gedeeltelijk door Offenbach is gecomponeerd, of alleen door hem op het toneel is gebracht. Tevens dient in acht genomen te worden dat er vaak verschillende versies van een werk - soms onder verschillende titels - bestaan.

#### 1847-1855
- L'alcôve (1847) - Opéra-comique in één akte, libretto door Philippe August Pittaud de Forges, A. de Leuven en E.G. Roche
- Blanche (niet uitgevoerd) - Opéra-comique in één akte, libretto door Jules-Henri Vernoy de Saint-Georges
- La Duchesse d'Albe (niet uitgevoerd) - Opéra-comique in drie akten, libretto door Jules-Henri Vernoy de Saint-Georges
- Le trésor à Mathurin (1853) - Tableau villageois in één akte, libretto door Léon Battu (herzien als Le mariage aux lanternes - Opérette in één akte, libretto door Michel Carré en Léon Battu, eerste uitvoering in 1857)
- Pépito (1853) - Opéra-comique in één akte, libretto door Léon Battu en Jules Moinaux
- Luc et Lucette (1854) - Opéra-comique in één akte, libretto door Philippe August Pittaud de Forges en E.G. Roche
- Le décaméron, ou La grotte d'azur (1855) - Légende napolitaine in één akte, libretto door Joseph Méry
- Entrez, messieurs, mesdames (1855) - Piéce d'occasion in één akte, libretto door Joseph Méry en J. Servières (Ludovic Halévy)
- Une nuit blanche (1855) - Opéra-comique in één akte, libretto door E. Plouvier
- Les deux aveugles (1855) - Bouffonnerie musicale in één akte, libretto door Jules Moinaux
- Le rêve d'une nuit d'été (1855) - Saynète in één akte, libretto door Étienne Tréfeu
- Oyayaye, ou La reine des îles (1855) - Anthropophagie musicale in één akte, libretto door Jules Moineaux
- Le violoneux (1855) - Légende bretonne in één akte, libretto door Eugène Mestépès en Émile Chevalet
- Madame Papillon (1855) - Opérette in één akte, libretto door J. Servières (Ludovic Halévy)
- Paimpol et Périnette (1855) - Saynète in één akte, libretto door de Lussan (Philippe August Pittaud de Forges)
- Ba-ta-clan (1855) - Chinoiserie musicale in één akte, libretto door Ludovic Halévy
- Trafalgar – Sur un volcan (1855) - Comédie à ariettes in één akte, libretto door Joseph Méry

#### 1856-1860
- Un postillon en gage (1856) - Opérette in één akte, libretto door E. Plouvier en J. Adenis
- Tromb-al-ca-zar, ou Les criminels dramatiques (1856) - Bouffonerie musicale in één akte, libretto door C.D. Dupeuty en E. Bourget
- La rose de Saint-Flour (1856) - Opérette in één akte, libretto door M. Carré
- Les dragées du baptême (1856) - Pièce d'occasion in één akte, libretto door C.D. Dupeuty en E. Bourget
- Le 66 (1856) - Opérette in één akte, libretto door Philippe August Pittaud de Forges en M. Laurencin
- Le financier et le savetier (1856) - Opérette-bouffe in één akte, libretto door Hector-Jonathan Crémieux en E. About
- La bonne d'enfant (1856) - Opérette-bouffe in één akte, libretto door Eugène Bercioux
- Les trois baisers du diable (1857) - Opérette fantastique in één akte, libretto door E. Mestépès
- Croquefer, ou Le dernier des paladins (1857) - Opéra-bouffe in één akte, libretto door Louis-Adolphe Jaime en Étienne Tréfeu
- Dragonette (1857) - Opéra-bouffe in één akte, libretto door E. Mestépès en Louis-Adolphe Jaime
- Vent du soir, ou L’horrible festin (1857) - Opérette-bouffe in één akte, libretto door Philippe Gille
- Une demoiselle en loterie (1857) - Opérette in één akte, libretto door Louis-Adolphe Jaime en Hector-Jonathan Crémieux
- Les deux pêcheurs, ou Le lever du soleil (1857) - Opérette-bouffe in één akte, libretto door C.D. Dupeuty en E. Bourget
- Mesdames de la Halle (1858) - Opérette-bouffe in één akte, libretto door Armen Lapointe
- La chatte metamorphosée en femme (1858) - Opérette in één akte, libretto door Eugène Scribe en Baron Anne-Honoré-Joseph Duveyrier de Mélésville (1787—1865)
- Orphée aux enfers (1858) - Opéra-bouffon in vier akten, libretto door Hector-Jonathan Crémieux en Ludovic Halévy
- Le mari à la porte (1859) - Opérette in één akte, libretto door A.Ch. Delacour (A.C. Lartigue) en Léon Morand
- Les vivandières de la grande-armée (1859) - Opérette-bouffe in één akte, libretto door Louis-Adolphe Jaime en Philippe August Pittaud de Forges
- Geneviève de Brabant (1859) - Opéra-bouffon in twee akten, libretto door Louis-Adolphe Jaime en Étienne Tréfeu (revised door Étienne Tréfeu en Hector Crémieux)
- Le carnaval des revues (1860) - Revue in één akte, libretto door E. Grangé, Philippe Gille en Ludovic Halévy
- Daphnis et Chloé (1860) - Opérette in één akte, libretto door N. Clairville (N.F. Nicolaie) en Jules Cordier (E.T. de Vaulabelle)
- Barkouf (1860) - Opéra-bouffe in drie akten, libretto door Eugène Scribe en H. Boisseaux naar Abbé Blanchet (herzien als Boule de neige, 1871, libretto door Charles-Louis-Étienne Nuitter en Étienne Tréfeu)

#### 1861-1865
- La chanson de Fortunio (1861) - Opéra-comique in één akte, libretto door Hector-Jonathan Crémieux en Ludovic Halévy
- Le pont des soupirs (1861) - Opéra-bouffon in twee akten, libretto door Hector-Jonathan Crémieux ven Ludovic Halévy
- M. Choufleuri restera chez lui le ... (1861) - Opéra-bouffe in één akte, libretto door M. de Saint Rémy, E. L’Epine, Hector-Jonathan Crémieux en Ludovic Halévy
- Apothicaire et perruquier (1861) - Opérette-bouffe in één akte, libretto door E. Frébault
- Le roman comique (1861) - Opéra-bouffon in drie akten, libretto door Hector-Jonathan Crémieux en Ludovic Halévy
- M et Mme Denis (1862) - Opéra-comique in één akte, libretto door Laurencin (Chapelle) en Michel Delaporte
- Le voyage des MM. Dunanan père et fils (1862) - Opéra-bouffon in drie akten, libretto door P. Siraudin en Jules Moinaux
- Les bavards (1862) - Opéra-bouffe in twee akten, libretto door Charles-Louis-Étienne Nuitter naar Cervantes
- Jacqueline (1862) - Opérette in één akte, libretto door P. d'Arcy (Hector-Jonathan Crémieux en Ludovic Halévy)
- La baguette (Fédia) (niet uitgevoerd) - Opéra-comique in twee akten, libretto door Henri Meilhac en Ludovic Halévy
- Il signor Fagotto (1863) - Opérette in één akte, libretto door Charles-Louis-Étienne Nuitter en Étienne Tréfeu
- Lischen et Fritzchen (1863) - Conversation alsacienne in één akte, libretto door P. Dubois (P. Boisselot)
- Les fées du Rhin (1863) - Romantische opera in vier akten, libretto door Charles-Louis-Étienne Nuitter (het lied van het spook is door Ernest Guiraud in Les contes d'Hoffmann verwerkt als de Barcarolle na de dood van Offenbach)
- L'amour chanteur (1864) - Opérette in één akte, libretto door Charles-Louis-Étienne Nuitter en L'Epine
- Les géorgiennes (1864) - Opéra-bouffe in drie akten, libretto door Jules Moinaux
- Le fifre enchanté, ou Le soldat magicien (1864) - Opéra-comique in één akte, libretto door Charles-Louis-Étienne Nuitter en Étienne Tréfeu
- Jeanne qui pleure et Jean qui rit (1864) - Opérette in één akte, libretto door Charles-Louis-Étienne Nuitter en Étienne Tréfeu
- La belle Hélène (1864) - Opéra-bouffe in drie akten, libretto door Henri Meilhac en Ludovic Halévy
- Coscoletto, ou Le lazzarone (1865) - Opéra-comique in twee akten, libretto door Charles-Louis-Étienne Nuitter en Étienne Tréfeu
- Les refrains des bouffes (1865) - Fantasie musicale in één akte, het libretto is verloren gegaan
- Les bergers (1865) - Opéra-comique in drie akten, libretto door Hector-Jonathan Crémieux en Philippe Gille

#### 1866-1870
- Barbe-bleue (1866) - Opéra-bouffe in drie akten, libretto door Henri Meilhac en Ludovic Halévy
- La Vie Parisienne (1866) - Opéra-bouffe in vijf of vier akten, libretto door Henri Meilhac en Ludovic Halévy
- La Grande-Duchesse de Gérolstein (1867) - Opéra-bouffe in drie akten, libretto door Henri Meilhac en Ludovic Halevy
- La permission de dix heures (1867) - Opéra-comique in één akte, libretto door Anne-Honoré-Joseph Duveyrier genoemd: Mélesville en Carmouche
- Robinson Crusoé (1867) - Opéra-comique in drie akten, libretto door Eugène Cormon en Hector-Jonathan Crémieux
- La leçon de chant électromagnétique (1867) - Bouffonnerie-musicale in één akte, libretto door Ernest Bourget
- Le château à Toto (1868) - Opéra-bouffe in drie akten, libretto door Henri Meilhac en Ludovic Halévy
- L'île de Tulipatan (1868) - Opéra-bouffe in één akte, libretto door Henri Charles Chivot en Alfred Duru
- La Périchole (1868) - Opéra-bouffe in drie akten, libretto door Henri Meilhac en Ludovic Halévy
- Vert-Vert (1869) - Opéra-comique in drie akten, libretto door Henri Meilhac en Charles-Louis-Étienne Nuitter
- La diva (1869) - Opéra-bouffe in drie akten, libretto door Henri Meilhac en Ludovic Halévy
- La princesse de Trébizonde (1869) - Opéra-bouffe in drie akten, libretto door Charles-Louis-Étienne Nuitter en Étienne Tréfeu
- Les brigands (1869) - Opéra-bouffe in drie akten, libretto door Henri Meilhac en Ludovic Halévy
- La romance de la rose (1869) - Opérette in één akte, libretto door Étienne Tréfeu, J. Prével en Charles-Louis-Étienne Nuitter

#### 1871-1875
- Le roi Carotte (1872) - Opéra-bouffe-féerie in vier akten, libretto door Victorien Sardou naar E.T.A. Hoffmann
- Fantasio (1872) - Opéra-comique in drie akten, libretto door Paul de Musset naar A. de Musset
- Le corsaire noir - Opéra-comique in drie akten, libretto door Charles-Louis-Étienne Nuitter, Étienne Tréfeu en Offenbach (uitvoering als Der schwarze Corsar, 1872)
- Fleurette - Opéra-comique in één akte, libretto door Philippe August Pittaud de Forges en M. Laurencin (uitgevoerd als Fleurette, oder Trompeter und Näherin, 1872)
- Les braconniers (1873) - Opéra-bouffe in drie akten, libretto door Henri Charles Chivot en Alfred Duru
- Pomme d'Api (1873) - Opérette in één akte, libretto door Ludovic Halévy en W. Busnach
- La jolie parfumeuse (1873) - Opéra-comique in drie akten, libretto door Hector-Jonathan Crémieux en Ernest Blum
- Bagatelle (1874) - Opéra-comique in één akte, libretto door Hector-Jonathan Crémieux en Ernest Blum
- Madame l'archiduc (1874) - Opéra-bouffe in drie akten, libretto door A. Millaud, Henri Meilhac en Ludovic Halévy
- Whittington (1874) - Opéra-bouffe-féerie in drie akten, libretto door Charles-Louis-Étienne Nuitter en Étienne Tréfeu (ook uitgevoerd als Le chat du diable, 1893)
- Les hannetons (1875) - Revue in drie akten, libretto door Grangé en A. Millaud
- La boulangère a des écus (1875) - Opéra-bouffe in drie akten, libretto door Henri Meilhac en Ludovic Halévy
- Le voyage dans la lune (1875) - Opéra-féerie in vier akten, libretto door Eugène Leterrier, Albert Vanloo en A Mortier
- La créole (1875) - Opéra-comique in drie akten, libretto door A Millaud en Henri Meilhac
- Tarte à la crême (1875) - Valse in één akte, libretto door A. Millaud
- Pierrette et Jacquot (1876) - Opérette in één akte, libretto door J. Noriac en Philippe Gille

#### 1876-1881
- La boîte au lait (1876) - Opéra-bouffe in vier akten, libretto door Grangé en J. Noriac
- Le docteur Ox (1877) - Opéra-bouffe in drie akten, libretto door A. Mortier en Philippe Gille, naar Jules Verne
- La foire Saint-Laurent (1877) - Opéra-bouffe in drie akten, libretto door Hector-Jonathan Crémieux, en A. de Saint-Albin
- Maître Péronilla (1878) - Opéra-bouffe in drie akten, libretto door Charles-Louis-Étienne Nuitter, P. Ferrier en Offenbach
- Madame Favart (1878) - Opéra-comique in drie akten, libretto door Alfred Duru en Henri Charles Chivot
- La marocaine (1879) - Opéra-bouffe in drie akten, libretto door Ferrier en Ludovic Halévy
- La fille du tambour-major (1879) - Opéra-comique, libretto door Alfred Duru en Henri Charles Chivot
- Belle Lurette (1880) - Opéra-comique in drie akten, libretto door Ernest Blum, E. Blau en R. Toché
- Les contes d'Hoffmann (1880, onvoltooid) - Opéra in drie akten, libretto door Jules Barbier
- Mam'zelle Moucheron (1881) - Opérette-bouffe in één akte, libretto door Eugène Leterrier en Albert Vanloo

### Arrangementen
- Gaîté Parisienne (1938) - een ballet-pastiche van Offenbach-melodieën van Manuel Rosenthal. Een soort "snelcursus"/compilatie voor wie de muzikale diversiteit van Offenbach nog niet kent.(circa 45 min) In 1941 is hier kleurenfilm van gemaakt; te zien op kanaal jkirchner314. ("Gay Parisian")(ca. 20 min)

## Varia
- Er zijn minstens drie jaarlijkse Jacques Offenbach festivals; in Bad Ems, in Etretat, en in Saint Saphorin.[33][34][35]
- Als een schepper van de operette, gebruikte Offenbach zelf de van oorsprong Italiaanse term 'operetta' weinig. De term wordt maar ongeveer 21 keer gebruikt, terwijl er zo'n 600 composities zijn.[36][37][38][39]
- Het toppunt van ironische satire was misschien wel dat Ludovic Halévy, als een van de vaste librettisten van Offenbach, vaak de overheid en het staatshoofd op de korrel nam, terwijl hij zélf voorheen een hoge ambtenaar was.[40]
- In Etretat is een deel van de provinciale weg naar hem vernoemd.[41]
- Musicus en dirigent Jean Christophe Keck is de grootste kenner van Offenbach's werken, en al decennia actief om alles op dat gebied te onderzoeken en liefst ook de composities in de oorspronkelijke versie op te nemen. Het is zijn missie om vergeten, onbekende of minder bekende muziek van Offenbach bekend(er) te maken en de vele bewerkingen van zijn composities door anderen er uit te halen.[42]